# Diplocephalus latifrons
Diplocephalus latifrons là một loài nhện trong họ Linyphiidae. Chúng được Octavius Pickard-Cambridge miêu tả năm 1863.